# 신답역
신답역(新踏驛, Sindap station)은 서울특별시 성동구 용답동에 있는 서울 지하철 2호선 성수지선의 전철역이다. 인근에 서울교통공사 신답 별관이 있으며 서로 연결되어 있다. 군자차량사업소로 입·출고하는 서울 지하철 1호선 열차는 무정차 통과하며 용답역 방면으로 군자차량사업소 연결선이 있다. 서울 지하철 5호선이 청계천 하부 터널을 통해서 매우 가까이에 교차 통과하고 있으나 환승은 되지 않는다. 이 역부터 성수역까지 지상 구간이다.

## 역명 유래
역 이름은 신설동과 답십리동의 중간 쯤에 있다고 하여 이름이 지어졌다.

## 역사
- 1980년 5월 28일 : 신답역으로 역명 결정[1]
- 1980년 10월 31일 : 서울 지하철 2호선 신설동 ~ 종합운동장 구간 개통과 함께 영업 개시
- 1983년 9월 16일 : 을지로 순환선 개통과 함께 성수지선으로 분리
- 2003년 10월 31일 : 서울메트로 신답 별관 건설과 함께 역사 신축 및 승강장 개량

## 역 구조
승강장은 2면 2선의 상대식 승강장이며 스크린도어가 설치되어 있다. 출구는 1개이다.
이 역은 개통 당시 승강장이 목조로 되어 있었으나, 2003년 10월 31일에 서울교통공사 신답 별관을 건설하면서 승강장 등 각종 시설을 개량하였다. 또한, 이 역은 수도권 전철 중 유일무이하게 승강장에 소공원이 설치되어 있다.

### 승강장
| 용두 ↑ |
| \| 하  |
| ↓ 용답 |

| 하행 | ● 성수지선 | 용두 · 신설동 방면 |
| 상행 | ● 성수지선 | 용답 · 성수 방면   |

## 역 주변
- 서울교통공사 신답 별관
- 청계천
- ● 수도권 전철 5호선 답십리역, 마장역
- 신답사거리
- 청계천 한신휴플러스
- 답십리우체국
- 성동구청

## 이용객 변동
| 노선  | 노선   | 일평균 인원수 (명/일) | 일평균 인원수 (명/일) | 일평균 인원수 (명/일) | 일평균 인원수 (명/일) | 일평균 인원수 (명/일) | 일평균 인원수 (명/일) | 일평균 인원수 (명/일) | 일평균 인원수 (명/일) | 일평균 인원수 (명/일) | 일평균 인원수 (명/일) | 각주  |
| 노선  | 노선   | 2000년                | 2001년                | 2002년                | 2003년                | 2004년                | 2005년                | 2006년                | 2007년                | 2008년                | 2009년                | 각주  |
| ----- | ------ | --------------------- | --------------------- | --------------------- | --------------------- | --------------------- | --------------------- | --------------------- | --------------------- | --------------------- | --------------------- | ----- |
| 2호선 | 승차   | 3,039                 | 2,940                 | 2,812                 | 2,699                 | 2,884                 | 2,647                 | 2,322                 | 2,148                 | 1,954                 | 1,706                 | [ 2 ] |
| 2호선 | 하차   | 3,071                 | 2,949                 | 2,907                 | 2,785                 | 3,017                 | 2,847                 | 2,532                 | 2,339                 | 2,176                 | 1,913                 | [ 2 ] |
| 2호선 | 승하차 | 6,110                 | 5,889                 | 5,719                 | 5,484                 | 5,900                 | 5,494                 | 4,854                 | 4,487                 | 4,130                 | 3,619                 | [ 2 ] |
| 노선  | 노선   | 2010년                | 2011년                | 2012년                | 2013년                | 2014년                | 2015년                | 2016년                | 2017년                | 2018년                |                       | [ 2 ] |
| 2호선 | 승차   | 1,583                 | 1,566                 | 1,484                 | 1,405                 | 1,395                 | 1,358                 | 1,375                 | 1,390                 | 1,520                 |                       | [ 2 ] |
| 2호선 | 하차   | 1,810                 | 1,807                 | 1,702                 | 1,555                 | 1,556                 | 1,542                 | 1,543                 | 1,559                 | 1,683                 |                       | [ 2 ] |
| 2호선 | 승하차 | 3,393                 | 3,373                 | 3,186                 | 2,961                 | 2,952                 | 2,900                 | 2,918                 | 2,949                 | 3,203                 |                       | [ 2 ] |

## 인접한 역
| 서울 지하철 2호선 성수지선 | 서울 지하철 2호선 성수지선   | 서울 지하철 2호선 성수지선 |
| -------------------------- | ---------------------------- | -------------------------- |
| 211-1 용답 성수 방면       | ● 서울 지하철 2호선 성수지선 | 211-3 용두 신설동 방면     |